# Die Weiber (Hilbig)
Die Weiber ist eine Erzählung von Wolfgang Hilbig, deren Niederschrift 1982 begonnen wurde und die 1987 in Frankfurt am Main erschien.
Krude Sexualität und Ekel erregendes Wühlen in Mülltonnen dominieren bei der Selbstbeschreibung des völlig vereinsamten Herrn C., dieses „wandelnden Grabes“ aus „Speichel, Sperma, Scheiße... Blut, Schuppen, Blattern, Grind, Schweiß, Schmutz und“ und und. Die Staatsmacht in C.s DDR hingegen wird in dieser neurotischen Satire – prall gefüllt mit aberwitziger Komik – als durchweg sauber hingestellt in dem Sinne: Fällt der Leserblick auf Idole der jungen DDR wie zum Beispiel Lenin, Generalissimus Stalin, Karl Marx oder Clara Zetkin, dann gehören solche Wortprägungen von deren Sauberkeit einfach dazu.
Der Bearbeiter in Barners Literaturgeschichte liest sowohl „detailgesättigte... kraftvolle Erzählprosa“ als auch Passagen „am Rande des Kitschs“.

## Titel
Der Ich-Erzähler, Herr C. aus M., hatte nach dem Kriege als Kind des Öfteren am Rande seines Heimatortes in leerstehenden Baracken des Ablegers eines ehemaligen KZ gespielt. In den benachbarten einstigen Munitionsfabriken mussten vornehmlich weibliche Häftlinge Granaten drehen. In einem Albtraum erlebt der erwachsene C. den Abend nach seiner Geburt. In dem Angsttraum werden die Weiber aus der Fabrik durch C.s Straße in die genannten Baracken getrieben. Während die Wächterinnen im NS-Sprachgebrauch Frauen heißen, werden die erniedrigten Gefangenen die Weiber geschimpft.
Der haarsträubenden Traumbilder sind etliche in dem Text. Da schlingt Ilse Koch dem Träumer eine Leine um die Genitalien und zerrt ihn am Gängelband unter den schmetternden Klängen von Militärmusik, wie sie im KZ gelegentlich während Prügelattacken gespielt worden wäre, hinter sich her.

## Inhalt
Der reichlich 40-jährige C. wird „untragbar für die Werkzeugmacherei“ und muss unten im Formenkeller Hilfsarbeiten verrichten. Einige Zeit nach der Entlassung aus seinem Betrieb – derselben Fabrik, in der im Kriege oben genannte Zwangsarbeiterinnen für die Rüstung eingespannt worden waren – wird er in die nahe gelegene Kreisstadt A. aufs Amt für Arbeitskräftelenkung zitiert. Dort muss er sein Umherstreunen erklären. Die Eröffnung C.s, er wolle Schriftsteller werden, stößt bei der Beamtin auf Unverständnis. Er habe kein Abitur und nicht einmal die Mittlere Reife. Die ablehnende Beamtin überlegt. Ja, die Müllabfuhr sei bei dem in M. herrschen Arbeitskräftemangel ein sehr wichtiges Arbeitsgebiet. Diese Frau, anscheinend mit der Macht zu strafen autorisiert, will für den Vorgeladenen nur Gutes. Er befände sich bereits auf der schiefen Bahn. Daheim in M. tutet C.s Mutter in dasselbe Horn. Sie wirft ihrem einzigen Jungen Untüchtigkeit sowie Faulheit vor. Die besorgte Frau fürchtet, der Sohn könnte im Arbeitslager landen. Bereits in der siebten Klasse hatte C. der Mutter seinen Berufswunsch eröffnet. Schriftsteller? – Peinlich für die überraschte Mutter. C.s Vater war ein Schneider gewesen, auf den der Kunde sich jederzeit verlassen konnte. Die enttäuschte Mutter prophezeit dem Sohn, er werde es nicht weiter als bis zum Hilfsarbeiter bringen. C. aber lässt nicht locker. „Liebesgeschichten mit tragischem Ausgang“ möchte er nicht verfassen, denn „der Unterboden dieses Landes [gemeint ist die DDR] ächzte geradezu von verdrängten Beschreibungen“.
Die Staatsanwältin am Arbeitsgericht war für den anklopfenden C. nicht zu sprechen gewesen. Es war spät geworden. Vor der Rückfahrt nach M. hatte C. in der Bahnhofskneipe A. warten müssen. Einsam inmitten einer Herde betrunkener Männer spielt der Ich-Erzähler in einem weitschweifigen inneren Monolog eine Klage am Arbeitsgericht durch. Wiederum sitzt ihm eine Frau gegenüber. Er nennt sie Frau Vorsitzende, Frau Magister und Frau Staatsanwalt.
Das Statement der Mutter von der Untüchtigkeit C.s erweist sich als treffend. Bevor er nach Ostberlin geht – dort wird er gefangene Frauen in der Realität vorfinden – will er in M. noch ein Highlight setzen. Vor dem Polizeirevier übergießt sich C. mit Benzin, hat aber keine Zündhölzer dabei. In Berlin kommt er in einer Großwäscherei als Kesselheizer unter. Der Betrieb wird von Gefangenen am Leben erhalten. C. wollte schon immer eine Frau und schreit den Arbeiterinnen zu: „Ich liebe dich.“ C. beschreibt deren Antwort: „...sie machten mir ein schmutziges Zeichen, das schmutzigste, das möglich war, sie hatten sich mit mir verbündet, es war ein Zeichen gegen den reinen Staat.“

## Selbstzeugnisse
- Wolfgang Hilbig[9] anno 1988 zur Rolle der Frau im Nachkriegsdeutschland: „...in der DDR war die Frau eigentlich in keiner Phase der Entwicklung des Landes ein Konsumartikel wie hier [gemeint ist der Westen Deutschlands]. Dort war sie immer eine notwendige Arbeitskraft.“
- Wolfgang Hilbig am 14. Oktober 2002 anlässlich der unmittelbar bevorstehenden Verleihung des Georg-Büchner-Preises im Spiegel-Interview mit Volker Hage und Wolfgang Höbel zu seinem Verhältnis zu Frauen seinerzeit in der DDR: „Als Arbeiter und Schriftsteller, der damals ja noch nix veröffentlicht hat, war man ein Spinner und hatte es bei den Frauen schwer. Außerdem bin ich erst bei meiner Mutter ausgezogen, als ich 37 oder 38 war.“

## Form
Weswegen C. in der Werkzeugmacherei untragbar geworden war und weshalb er später nach der Schikane im Keller aus seinem Betrieb entlassen wurde, teilt er dem Leser nicht mit. Retardierend gesteht der Ich-Erzähler, der Entlassung sei eine schwere Auseinandersetzung mit dem Vorgesetzten vorangegangen. Nach dem Rauswurf habe sich C. auf dem Arbeitsamt in A. sofort beschwert.
C. hat es ausschließlich mit Frauen zu tun, hat aber nie eine Frau. Dabei hätte er für sein Leben gerne eine.
Fast alles Gesagte ist unsicher. Der Schrei „Ich liebe dich!“ (siehe oben) sei das einzige Wort, das sicherlich über C.s Lippen gegangen ist.
Freude hat Wolfgang Hilbig am Jonglieren mit selteneren Begriffen: Antimaterie.
Der DDR-Bürger wurde erzogen. Zum Beispiel erwähnt C. den „Politunterricht“ während seiner Militärzeit. C. flucht: „Verdammte Stadt,... verdammtes Land.“

## Rezeption
Äußerungen nach dem Erscheinen
- 12. September 1987: Siegmar Faust in der Welt: Weiber mit Oberarmen aus Eisen.
- 6. Oktober 1987: Karl Corino in der Stuttgarter Zeitung: Wo die Neurosen blühn.
- 7. Oktober 1987: Hans-Jürgen Schmitt in der Süddeutschen Zeitung: Ich jage allein im Wahnsinn meiner Träume
- 30. Oktober 1987: Hajo Steinert in der Zeit: Der Mann im Keller[15].
- 7. November 1987: Wolfram Schütte in der Frankfurter Rundschau: Mutter-Land und Vater Staat.
- 28. November 1987: Uwe Wittstock in der Frankfurter Allgemeinen Zeitung: Kellerreden von Jack the Ripper.
- 14. Oktober 1988: Adrian Müller in der Neuen Zürcher Zeitung: Mit allen Fasern in der Hölle.

Spätere Äußerungen
- Cazzola schreibt: „Hilbigs wenn auch verzerrte Welt ist eine Welt der sinnlichen Wahrnehmungen.“[16]
- Gabriele Eckart meint: Wolfgang Hilbigs Müllhalden repräsentieren, mit Freud gesprochen, das Es.[17] Der immer einmal in seinem Keller masturbierende C. ist ein Voyeur, der den im Erdgeschoss im Leistungslohn an Handpressen werkenden, muskelbepackten Frauen durch einen Gitterrost im Boden unter die Röcke schaut. Die Frauen drehen nun gottlob nicht mehr Granaten, sondern pressen Kunststoffteile für Radios. Für diesen Mann stehe die Frau als „das gute Objekt in der Höhe“.[18] Ein zentrales Problem ist die Suche des Protagonisten nach der rechten Sprache. Der Möchtegern-Schriftsteller C. konstatiert, die vorhandene Sprache ist zu verwerfen, weil von Männern gemacht. Zur Suche nach der Frauensprache gehöre auch „Frauwerden“[19]. Also probiert C. Frauenkleider aus dem Müll an. In der DDR seien nach Eckart die „Wunschflüsse“ blockiert gewesen. In dem Zusammenhang sei der Text „das radikalste Buch über Begehren innerhalb der DDR-Literatur.“[20] C. versucht auf der Suche nach den angeblich aus M. verschwundenen Frauen mehrfach Geschlechtsverkehr mit einer Mülltonne (gewählt wird die weibliche Tonne und nicht etwa der männliche Kübel[21]). Eckart geht auf die Reflexion des abartigen Phänomens in der Forschung ein[22] und bespricht C.s Erkrankung[A 6] als Folge der Entlassung aus seinem VEB.[23] „Tod den Männern“ legt der Ich-Erzähler den während der NS-Zeit schuftenden Zwangsarbeiterinnen in den Mund. Dieses Wort, so Eckart[24], könnte Motto dieser Erzählung sein.
- Der Verlust des Arbeitsplatzes in einem „Frauenbetrieb“ bedeute für C. den Verlust der Liebe. Letztere finde er erst wieder bei den Frauen, die in dem Berliner Gefängnis eingesperrt sind.[25]
- Bordaux schreibt: Sexismus werde, verbunden mit Gewalt, präsentiert.[26] Solche Sachen wie das Onanieren und Masturbieren würden einerseits beinahe wissenschaftlich exakt wiedergegeben.[27] Andererseits verwende Wolfgang Hilbig manches andere Symbol – wie zum Beispiel den Phallus – mehrdeutig.[28] Der Asket C. träte autark auf – hier in der Erzählung für sich allein im Keller.[29] Zur Farbenlehre: Blau sei im Text positiv besetzt.[30] Schließlich geht Bordaux noch auf biblische Motive in der Erzählung ein.[31]
- In seinem Kapitel „Das öffentlichste von allen Gefängnissen“: Unrechtsstaat DDR widmet Loescher dem Buch das Unterkapitel ‚Konsultante‘ der Aufklärung contra „Die Weiber“: Geschlechtliches bei Hilbig.[32]
- Der Suizidversuch vor dem Polizeirevier sei ein deutlicher Hinweis auf den Suizid des Pfarrers Brüsewitz in Zeitz.[33]
- Dahlke registriert das Vorkommen einiger von Wolfgang Hilbigs zentralen Gegenständen: Müll, Durst (C. ist ein Biertrinker), Schlamm, Wasser und Grün. Treffend wird das Sprachgebaren in einem knappen Satz umschrieben: „Statt geboren wird ausgespien und erbrochen.“[34]

### Textausgaben
- Wolfgang Hilbig: Die Weiber. S. Fischer Taschenbuch (Collection S. Fischer Bd. 55), Frankfurt am Main 1987, ISBN 3-596-22355-5. 108 Seiten (Erstausgabe).
- Wolfgang Hilbig: Die Weiber. S. 7–111 in Jörg Bong (Hrsg.), Jürgen Hosemann (Hrsg.), Oliver Vogel (Hrsg.): Wolfgang Hilbig. Werke. Band Erzählungen: Die Weiber. Alte Abdeckerei. Die Kunde von den Bäumen. Mit einem Nachwort von Ingo Schulze. S. Fischer, Frankfurt am Main 2010, ISBN 978-3-10-033843-3.[A 7]

### Sekundärliteratur
- Wilfried Barner (Hrsg.): Geschichte der deutschen Literatur. Band 12: Geschichte der deutschen Literatur von 1945 bis zur Gegenwart. C. H. Beck, München 1994, ISBN 3-406-38660-1
- Jan Strümpel: Bibliographie zu Wolfgang Hilbig. S. 93–97 in Heinz Ludwig Arnold (Hrsg.): Text+Kritik. Heft 123. Wolfgang Hilbig. München 1994, ISBN 3-88377-470-7
- Roberto Cazzola: Verseucht das Land, die Menschen, die Sprache. Zu der Erzählung „Die Weiber“. S. 153–173 Aus dem Italienischen von Alexandra Hausner in Uwe Wittstock (Hrsg.): Wolfgang Hilbig. Materialien zu Leben und Werk. Fischer Taschenbuch Verlag, Frankfurt am Main 1994, ISBN 3-596-12253-8
- Gabriele Eckart: Sprachtraumata in den Texten Wolfgang Hilbigs. in Richard Zipser (Hrsg.): DDR-Studien, Bd. 10. Peter Lang, Frankfurt am Main 1996, ISBN 0-8204-2645-8
- Bärbel Heising: „Briefe voller Zitate aus dem Vergessen“. Intertextualität im Werk Wolfgang Hilbigs. (Bochumer Schriften zur deutschen Literatur (Martin Bollacher (Hrsg.), Hans-Georg Kemper (Hrsg.), Uwe-K. Ketelsen (Hrsg.), Paul Gerhard Klussmann (Hrsg.))) Peter Lang, Frankfurt am Main 1996 (Diss. Bochum 1995), ISBN 3-631-49677-X
- Sylvie Marie Bordaux: Literatur als Subversion. Eine Untersuchung des Prosawerkes von Wolfgang Hilbig. Cuvillier, Göttingen 2000 (Diss. Berlin 2000), ISBN 3-89712-859-4
- Jens Loescher: Mythos, Macht und Kellersprache. Wolfgang Hilbigs Prosa im Spiegel der Nachwende. Editions Rodopi B.V., Amsterdam 2003 (Diss. Berlin 2002), ISBN 90-420-0864-4
- Birgit Dahlke: Wolfgang Hilbig. Meteore Bd. 8. Wehrhahn Verlag, Hannover 2011, ISBN 978-3-86525-238-8